# Carlo Antonio Bianchi

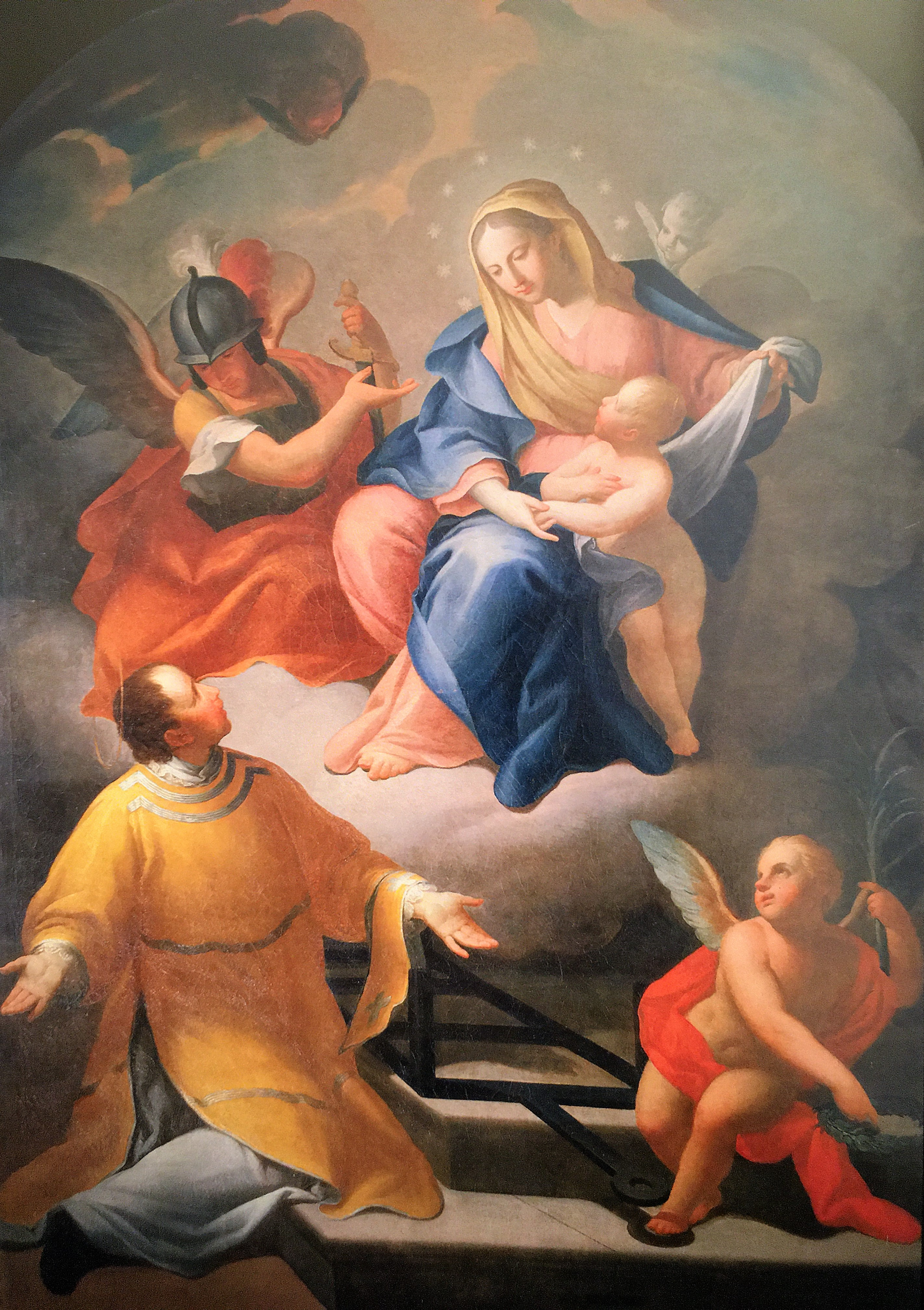
Madonna con i Santi Michele e Lorenzo, (post 1777), Pavia, Chiesa di San Teodoro

Carlo Antonio Bianchi, detto anche Bianchetti (Pavia, 18 aprile 1714 – dopo il 1784), è stato un pittore italiano.

## Biografia
Formatosi alla scuola barocca romana seppe coniugare l'influsso di tale scuola con la pittura lombarda dalle forme più aggraziate fino a tendere alla moda neoclassica. Le scarse notizie sulla sua vita riguardano solo le partecipazioni alle riunioni della confraternita della Santissima Trinità presso la chiesa di San Luca a Pavia che frequentò a fasi alterne dal 1735 al 1774.
Artisticamente iniziò alla bottega del pavese Giuseppe Crastona ed in seguito fu attivo con continuità presso la famiglia del marchese Luigi Botta Adorno che, fra l'altro, gli affidò l'incarico di seguire la formazione artistica del sansebastianese Felice Giani, per il quale scrisse nel 1778 una sorta di testamento artistico (ora conservato integralmente nella biblioteca comunale di Forlì). Nel 1784 il pittore pavese, ormai settantenne, veniva contattato per un restauro delle tappezzerie del Castello di Branduzzo (lettere di Luigi Botta Adorno al figlio). Altri documenti lo segnalano nella squadra di artisti ed artigiani che seguivano l'architetto Lorenzo Cassani, durante la realizzazione di chiese e palazzi per le famiglia Olevano nei loro feudi in Lomellina, dimostrando il legame anche con questa famiglia che, come i Botta Adorno, avevano in Pavia il palazzo di città. 

## Opere
F. Bartoli attribuisce al Bianchetti numerosissime opere sparse in Pavia e nella provincia, molte delle quali ora perdute o dimenticate; fra le tele, ancora visibili, si ricordano:
- Cava Manara, parrocchiale di Sant'Agostino, pala dell'altare maggiore raffigurante "Sant'Agostino intento a scrivere il De Trinitate" e "La Sacra Famiglia con i Santi Gioacchino ed Anna" nell'altare laterale sinistro;
- Olevano di Lomellina, parrocchiale di San Michele otto tele raffiguranti "Sant'Agata", "Santa Lucia", "Santa Apollonia" e "Santa Margherita" nell'altare a sinistra, "San Ponzio", "Sant'Antonio", e due "Angeli" nell'altare di destra;
- Pavia, Chiesa di S. Francesco: nella prima cappella a sinistra una pala raffigurante "S. Giuseppe da Copertino" e nella terza la "Sacra Famiglia" (1776); nella chiesa di S. Luca: "Vergine col Bambino e S. Filippo Neri", al primo altare a destra, e "S. Agata medicata da S. Pietro" (1754), al primo altare a sinistra; nella chiesa di San Teodoro "Madonna con i Santi Michele e Lorenzo"; ritratto del Vescovo F. Pertusati, Istituto pertusati;
- Borgo San Siro, le tele "Madonna del Rosario con i Santi Siro e Matteo" nell'abside e "Crocifisso con i santi Francesco d'Assisi e Antonio da Padova" e "Madonna del Rosario e i santi Caterina e Domenico" negli altari laterali della chiesa parrocchiale;
- Ottobiano, "Transito di San Giuseppe" tela nel primo altare a destra nella Chiesa di San Michele;
- Zinasco Vecchio: pala nel coro della parrocchiale "Sacra Famiglia e Sant'Antonio Abate"

Notevole anche la sua attività di affrescatore:
- a Broni, chiesa di S.Pietro , "Gloria di S.Contardo" nella volta della cappella del Santo;
- a Casteggio, chiesa di S. Sebastiano: affresco nella cupola con "Trinità" e angeli;
- a Torricella Verzate, parrocchiale: affresco della cupola con il "Padre Eterno", e due ovati con "S. Francesco di Sales" e "S. Carlo Borromeo", nel presbiterio.
- a Pavia, l'affresco di Piazza Vittoria situato sul Palazzo de' Diversi raffigurante "L'Adorazione del Santissimo Sacramento", eseguito nel 1751, è orientato verso est ed esposto al sole per parecchie ore al giorno e quindi irrimediabilmente scolorito; la volta nella Chiesa di S. Innocenzo, con il "Santo in trono contro l'eresia di Pelagio e i SS Agostino e Girolamo", staccata e ricomposta in una sala del Castello Visconteo; un ovale raffigurante la "Natività" nella prima cappella a sinistra della chiesa di San Francesco.